# (385458) 2003 SP317
(385458) 2003 SP317 est un objet transneptunien faisant partie des cubewanos, découvert le 25 septembre 2003 à Mauna Kea.

## Caractéristiques
(385458) 2003 SP317 mesure environ 170 km de diamètre, selon Johnston il serait probablement binaire.